# Laguna Atescatempa
A  Laguna Atescatempa é um lago localizado na Guatemala. Localiza-se no departamento de Jalapa, Município de Atescatempa.